# Pyrenocollema subarenisedum
Pyrenocollema subarenisedum är en lavart som först beskrevs av G. Salisb., och fick sitt nu gällande namn av Coppins. Pyrenocollema subarenisedum ingår i släktet Pyrenocollema och familjen Xanthopyreniaceae.   Inga underarter finns listade i Catalogue of Life.